# 祖文塔斯保護區
祖文塔斯保護區位於立陶宛阿利圖斯區南端，具有湖泊、濕地、泥沼、泥炭沼澤及松樹群。面積為9.65平方公里、最大深度為3公尺，平均僅0.6公尺，是立陶宛最淺的湖泊，是水鳥們的天堂，但也是危險的樹沼。這邊的居民約11000人，主要人類活動為農林漁業與近期興盛的觀光業。
在冬天，祖文塔斯保護區的湖泊有時會結冰到湖底。幾乎整個湖都長滿水生植物，包含香蒲、萍蓬草、眼子菜和睡莲等。這邊發現了多達138種植物，其中不乏一些極為罕見的植物。這邊的生物多樣性也十分豐富，有77種浮游生物、1000多種無脊椎動物、18種魚類和許多鳥類，也會有稀有的候鳥過來。

## 自然保護區
祖文塔斯保護區是受到嚴格保護的保護區。1928年以來在祖文塔斯一公里範圍內禁止獵殺水鳥。接著立陶宛的博物學家和鳥類學家塔達斯·伊瓦納斯卡斯於1937年提出使之成為立陶宛第一個自然保護區。1993年也被列入拉姆薩公約國際指定濕地和國際重要淺水區名單。祖文塔斯生物圈保護區具有重点鸟区（IBA）和重要性遺址（SAC）的地位，符合歐洲自然棲息地和野生動植物保護區的既定標準。2004年成為联合国教育、科学及文化组织 人與生物圈計劃的生物圈保護區。

## 塔達斯·伊瓦納斯卡斯動物學博物館分部
塔達斯·伊瓦納斯卡斯動物學博物館於1976年建立祖文塔斯保護區分部，展示祖文塔斯保護區沼澤特有的生態，在1978年一度失火被毀，但一年多後即重建修復。:66-68

## 外部連結
- （英語） Official site of Žuvintas Biosphere Reserve